# Tigmotropismo
Il tigmotropismo (o aptotropismo) è un movimento che avviene nelle piante in risposta a stimoli tattili o di contatto. 
Di solito il tigmotropismo è presente nelle piante che si accrescono attorno a delle superfici, quali muri, pali, tralicci o quando le radici crescono dentro un vaso. Le piante rampicanti, come le viti, si aggrappano mediante delle strutture dette viticci a dei supporti. Il contatto delle cellule dei viticci con il supporto le stimola a produrre l'ormone vegetale auxina, che viene poi trasportato alle cellule vicine. Queste crescono più velocemente delle altre e il viticcio si piega sul supporto.